# Copa espanyola de bàsquet femenina 1982-1983
La Copa de la Reina de bàsquet 1983 fou la vint-i-unena edició de la Copa espanyola de bàsquet. Se celebrà des del 17 d'abril fins al 22 de maig de 1983 i fou organitzada per la Federació Espanyola de Basquetbol. Hi participaren els primers vuit equips classificats de la primera volta de la Primera Divisió femenina. Es disputà en format d'eliminació directa a doble partit, amb quarts de finals i semifinals. La final es disputà el 22 de maig al Poliesportiu Municipal de Guadalajara i fou retransmesa en directe per TVE.
Es proclamà campió el Picadero Comansi que guanyà el seu sisè i darrer títol de la competició.

## Clubs participants
- Avon Alcalá
- CE Las Banderas
- CB Betània-Patmos
- Real Canoe NC
- Celtra Citroën
- Menen Hispano Francès
- GE Iberia
- Picadero Comansi

## Competició

### Quadre de competició
|  | Quarts de final   | Quarts de final | Quarts de final |                      |                  | Semifinals | Semifinals | Semifinals |  |  | Final | Final | Final |
|  |                   |                 |                 |                      |                  |            |            |            |  |  |       |       |       |
|  | 16 i 23 d'abril   |                 |                 |                      |                  |            |            |            |  |  |       |       |       |
|  |                   |                 |                 |                      |                  |            |            |            |  |  |       |       |       |
|  | Real Canoe NC     | 64              | 48              |                      |                  |            |            |            |  |  |       |       |       |
|  | Real Canoe NC     | 64              | 48              | 1 i 7 de maig        |                  |            |            |            |  |  |       |       |       |
|  | Picadero Comansi  | 52              | 61              |                      |                  |            |            |            |  |  |       |       |       |
|  | Picadero Comansi  | 52              | 61              | Picadero Comansi     | 75               | 76         |            |            |  |  |       |       |       |
|  | 17 i 23 d'abril   |                 |                 | Picadero Comansi     | 75               | 76         |            |            |  |  |       |       |       |
|  |                   | CE Las Banderas | 46              | 55                   |                  |            |            |            |  |  |       |       |       |
|  | CB Betània-Patmos | CE Las Banderas | 46              | 55                   | 73               | 76         |            |            |  |  |       |       |       |
|  | CB Betània-Patmos |                 |                 | 22 de maig 12:30 CET | 73               | 76         |            |            |  |  |       |       |       |
|  | CE Las Banderas   | 85              | 65              |                      |                  |            |            |            |  |  |       |       |       |
|  | CE Las Banderas   | 85              | 65              | Picadero Comansi     | Picadero Comansi | 63         |            |            |  |  |       |       |       |
|  | 16 i 23 d'abril   |                 |                 | Picadero Comansi     | Picadero Comansi | 63         |            |            |  |  |       |       |       |
|  |                   | Celta-Citroën   | Celta-Citroën   | 62                   |                  |            |            |            |  |  |       |       |       |
|  | Celta-Citroën     | Celta-Citroën   | Celta-Citroën   | 62                   | 91               | 90         |            |            |  |  |       |       |       |
|  | Celta-Citroën     | 1 i 7 de maig   |                 |                      | 91               | 90         |            |            |  |  |       |       |       |
|  | GE Iberia         | 62              | 88              |                      |                  |            |            |            |  |  |       |       |       |
|  | GE Iberia         | 62              | 88              | Celta-Citroën        |                  |            |            |            |  |  |       |       |       |
|  | 17 i 24 d'abril   |                 |                 |                      |                  |            |            |            |  |  |       |       |       |
|  |                   | Hispano Francès |                 |                      |                  |            |            |            |  |  |       |       |       |
|  | Hispano Francès   | 81              | 75              |                      |                  |            |            |            |  |  |       |       |       |
|  | Hispano Francès   | 81              | 75              |                      |                  |            |            |            |  |  |       |       |       |
|  | Avon Alcalá       | 87              | 65              |                      |                  |            |            |            |  |  |       |       |       |
|  | Avon Alcalá       | 87              | 65              |                      |                  |            |            |            |  |  |       |       |       |

### Quarts de final
El Picadero Comansi, el CE Las Banderas, el Celta Citröen i l'Hispano Francès Menen es classificaren per a les semifinals del campionat.

#### Anada
| 16 d'abril de 1983                  | Real Canoe NC                    | 64–52                            | Picadero Comansi                 | Madrid                    |  |
| 19:00 CET Quarts de final 1 - Anada | Puntuació per part: 40-26, 24-26 | Puntuació per part: 40-26, 24-26 | Puntuació per part: 40-26, 24-26 |                           |  |
|                                     | Pts: Múgica 18                   | Informe                          | Pts: Castillo 18                 | Àrbitres: Salguero i Ruiz |  |

| 17 d'abril de 1983                  | CB Betània-Patmos                | 73–85                            | CE Las Banderas                  | Barcelona                                               |  |
| 12:30 CET Quarts de final 2 - Anada | Puntuació per part: 36-48, 37-37 | Puntuació per part: 36-48, 37-37 | Puntuació per part: 36-48, 37-37 |                                                         |  |
|                                     | Pts: Vila 16                     | Informe                          | Pts: Zuñiga 24                   | Pavelló de l'INEFC Àrbitres: Galerón i Sánchez Peñalver |  |

| 16 d'abril de 1983                  | Celtra Citroën | 91–62   | GE Iberia | Vigo                           |  |
| 20:30 CET Quarts de final 3 - Anada |                |         |           |                                |  |
|                                     |                | Informe |           | Àrbitres: Núñez Torrón i Gómez |  |

| 17 d'abril de 1983                  | Menen Hispano Francès            | 81–87                            | Avon Alcalá                      | Barcelona                    |  |
| 11:00 CET Quarts de final 4 - Anada | Puntuació per part: 36-42, 45-45 | Puntuació per part: 36-42, 45-45 | Puntuació per part: 36-42, 45-45 |                              |  |
|                                     | Pts: Ferré 22                    | Informe                          | Pts: García 26                   | Àrbitres: Campillo i Escobar |  |

#### Tornada
| 23 d'abril de 1983                    | Picadero Comansi                 | 61–48                            | Real Canoe NC                    | Barcelona               |  |
| 19:00 CET Quarts de final 1 - Tornada | Puntuació per part: 32-26, 29-22 | Puntuació per part: 32-26, 29-22 | Puntuació per part: 32-26, 29-22 |                         |  |
|                                       | Pts: Castillo 20                 | Informe                          | Pts: Luque 19                    | Àrbitres: Boned i Gallo |  |

| 23 d'abril de 1983                    | CE Las Banderas               | 65–76   | CB Betània-Patmos | San Sebastià               |  |
| 18:30 CET Quarts de final 2 - Tornada |                               |         |                   |                            |  |
|                                       | Pts: Laboreira, Eizaguirre 17 | Informe | Pts: Fraile 24    | Àrbitres: Ribero i Encinas |  |

| 23 d'abril de 1983                    | GE Iberia | 88–90   | Celtra Citroën | Madrid                       |  |
| 18:00 CET Quarts de final 3 - Tornada |           |         |                |                              |  |
|                                       |           | Informe |                | Àrbitres: Requena i Ferreiro |  |

| 24 d'abril de 1983                    | Avon Alcalá                      | 65–75                            | Menen Hispano Francès            | Madrid                       |  |
| 12:30 CET Quarts de final 4 - Tornada | Puntuació per part: 35-33, 30-42 | Puntuació per part: 35-33, 30-42 | Puntuació per part: 35-33, 30-42 |                              |  |
|                                       | Pts: C. García 14                | Informe                          | Pts: Obis 24                     | Àrbitres: Fajardo i Escrigas |  |

### Semifinals
Es classificaren per a jugar la final el Picadero Comansi, vigent campió, i el Celta Citroën. A la primera semifinal, el Picadero Comansi guanyà per 75 a 46 i per 55 a 76 al CE Las Banderas i es classificà per a disputar la seva novena final de la competició. Per altra banda, la segona semifinal entre el Celta Citroën i el Mene Hispano Francès no es disputà pels problemes econòmics del club barceloní. Tot i que s'arribà a un primer acord per disputar les dues eliminatòries a Barcelona, la Federació Espanyola ho acabà rebutjant. El club gallec es classificà per a disputar la seva sisena final.

#### Anada
| 1 de maig de 1983             | Picadero Comansi                 | 75–46                            | CE Las Banderas                  | Barcelona                                   |  |
| 10:15 CET Semifinal 1 - Anada | Puntuació per part: 38-16, 37-30 | Puntuació per part: 38-16, 37-30 | Puntuació per part: 38-16, 37-30 |                                             |  |
|                               | Pts: Llop 22                     | Informe                          | Pts: Fuentes 20                  | Palau Blaugrana Àrbitres: Ollero i Torrents |  |

| 1 de maig de 1983   | Celtra Citroën | vs.     | Menen Hispano Francès | Vigo |
| Semifinal 2 - Anada |                |         |                       |      |
|                     |                | Informe |                       |      |

#### Tornada
| 7 de maig de 1983     | CE Las Banderas                  | 55–76                            | Picadero Comansi                 | San Sebastià                     |  |
| Semifinal 1 - Tornada | Puntuació per part: 23-36, 22-40 | Puntuació per part: 23-36, 22-40 | Puntuació per part: 23-36, 22-40 |                                  |  |
|                       | Pts: Eizaguirre 17               | Informe                          | Pts: Llop 20                     | Àrbitres: Echezarreta i González |  |

## Final
| 22 de maig de 1983 12:15 CET Informe | Picadero Comansi                   | 63–62 | Celta de Vigo    | Poliesportiu Municipal, Guadalajara Assistència: 1.500 espectadors Àrbitres: Fajardo i Rodríguez Blandón MVP: Carmen Martínez |
| 22 de maig de 1983 12:15 CET Informe | Resultat per meitats: 27-28, 36-34 |       |                  | Poliesportiu Municipal, Guadalajara Assistència: 1.500 espectadors Àrbitres: Fajardo i Rodríguez Blandón MVP: Carmen Martínez |
| 22 de maig de 1983 12:15 CET Informe | Pts: Garcia 21                     |       | Pts: Martínez 22 | Poliesportiu Municipal, Guadalajara Assistència: 1.500 espectadors Àrbitres: Fajardo i Rodríguez Blandón MVP: Carmen Martínez |

| Picadero Comansi | Celta-Citroën |

| #            | Pos.  | Jugadora             | Pts |
| ------------ | ----- | -------------------- | --- |
| 4            | B     | Montserrat Casarrama | N/D |
| 5            | P     | Georgina Elias       | 0   |
| 6            | P     | Rosa Castillo        | 12  |
| 7            | A     | Joana Grau           | N/D |
| 8            | B     | Aurora Turmo         | N/D |
| 9            | A     | Sílvia Font          | N/D |
| 10           | A     | Fina García          | 21  |
| 11           | B     | Anna Junyer          | 12  |
| 12           | A     | Roser Llop           | 16  |
| 13           | P     | Concha Zapata        | 2   |
| 14           | P     | Rosa Sánchez         | 0   |
| Total        | Total | Total                | 63  |
| Entrenadora  |       |                      |     |
| Neus Bartran |       |                      |     |

| Campió de la Copa de la Reina 1983 |
| ---------------------------------- |
| Picadero Comansi Sisè títol        |
| MVP                                |
| Carmen Martínez                    |

| #                 | Pos.  | Jugadora          | Pts |
| ----------------- | ----- | ----------------- | --- |
| 4                 | A     | Juana Ingelmo     | 0   |
| 5                 | A     | Belen Iglesias    | 6   |
| 6                 | B     | Mónica Alcaide    | N/D |
| 8                 | P     | Ángeles Araújo    | 11  |
| 9                 | A     | Soledad Granados  | 9   |
| 10                | B     | Elena Moreno      | 8   |
| 11                | P     | Carmen Martínez   | 22  |
| 12                | A     | Naria Vila        | N/D |
| 13                | A     | Isabel Gil        | N/D |
|                   | A     | Ángeles Liboreiro | 6   |
| Total             | Total | Total             | 62  |
| Entrenador        |       |                   |     |
| Vicente Rodríguez |       |                   |     |